# Nederlanders in het Venezolaanse voetbal
Nederlanders in het Venezolaanse voetbal geeft een overzicht van Nederlanders die een contract hebben (gehad) bij Venezolaanse voetbalclubs uit de hoogste drie divisies.

## Voetballers
| Naam           | Club                     | Van  | Tot  | Opmerkingen                                   |
| -------------- | ------------------------ | ---- | ---- | --------------------------------------------- |
| Eric Groeleken | Caracas Fútbol Club      | 1999 | 2000 |                                               |
| Angé Perez     | Club Deportivo Portugues | 1967 | 1973 | Angé was een uit Aruba afkomstige Nederlander |

Voetbalbonden ·
Albanië ·
Angola ·
Armenië ·
Australië ·
Azerbeidzjan ·
Bahrein ·
België ·
Bhutan ·
Bulgarije ·
Canada ·
China ·
Congo-Kinshasa · 
Cyprus ·
Denemarken ·
Duitsland ·
Egypte ·
Engeland ·
Estland ·
Ethiopië ·
Faeröer ·
Filipijnen ·
Finland ·
Frankrijk ·
Georgië ·
Ghana ·
Griekenland ·
Hongarije ·
Hongkong ·
Ierland ·
IJsland ·
Indonesië ·
Iran ·
Israël ·
Italië ·
Japan ·
Kazachstan ·
Koeweit ·
Litouwen ·
 Luxemburg ·
Maleisië ·
Malta ·
Marokko ·
Mexico ·
Namibië ·
Nieuw-Zeeland ·
Noorwegen ·
Oekraïne ·
Oezbekistan ·
Oostenrijk ·
Polen ·
Portugal ·
Qatar ·
Roemenië ·
Rusland ·
Rwanda ·
Saoedi-Arabië ·
Schotland ·
Singapore ·
Slovenië ·
Slowakije ·
Spanje ·
Tanzania ·
Turkije ·
Tuvalu ·
VAE ·
Venezuela ·
Verenigde Staten ·
Vietnam ·
Zimbabwe ·
Zuid-Afrika ·
Zuid-Korea ·
Zweden ·
Zwitserland